# Иоанн XI Векк
Иоанн XI Векк или Веккос (греч. Ιωάννης ΙΑ΄ Βέκκος) — Константинопольский патриарх времён лионской унии (1275—1282).

## Биография
Родился в Никее между 1230—1240 годами в семье беженцев из Константинополя, который был захвачен латинянами.
Впервые упоминается как хартофилакс Святой Софии в 1263 году. Эту должность он занимал до 1275 года.
В 1270 году был послан императором Михаилом Палеологом в тунисский лагерь Людовика Святого хлопотать о соединении церквей. После смерти Людовика Иоанн вернулся в Константинополь, где вместе с патриархом Иосифом противился намерениям императора и папы Григория.
Заточённый в 1273 году Иоанн вскоре изменил свои убеждения и на состоявшемся в 1274 году Втором Лионском соборе был одним из главных поборников унии. За это после низложения Иосифа в 1275 году Иоанн был назначен патриархом.
Сильное раздражение внутри страны по поводу унии, к которой греческое духовенство не желало присоединиться, заставило Иоанна в 1279 году временно сложить с себя сан, а в 1280 году созванный им в столице собор ещё более обострил отношения между церковными партиями. В 1285 году осуждён на Константинопольском соборе.
При императоре Андронике II Иоанн был снова низложен и умер в Вифинии, в заточении в 1288 году.
Почти все его многочисленные сочинения касаются вопроса воссоединения церквей, например «О безосновательности и бессмыслии борьбы обеих церквей», «О соединении и мире церквей старого и нового Рима», «Об исхождении Святого Духа», «Завещание» (греч. Διαθήκη) и многие другие.